# Gurij (Stěpanov)
Svatý Gurij (světským jménem: Alexej Ivanovič Stěpanov; 15. října 1880, Čeboksary – 1. listopadu 1937, Gorkij) byl ruský pravoslavný duchovní Ruské pravoslavné církve, arcibiskup suzdalský, vikarijní biskup vladimirské eparchie a mučedník.

## Život
Narodil se 15. října 1880 v Čeboksarech v rodině poddůstojníka.
Roku 1893 dokončíme Čeboksarské městské tříročníkové učiliště a roku 1896 Čeboksarské duchovní učiliště. Poté odešel na Kazaňský duchovní seminář, který úspěšně dokončil roku 1902.
Dne 16. dubna 1905 byl postřižen na monacha s mnišským jménem Gurij na počest svatého Gurije Kazaňského. Dne 24. června byl rukopoložen na hierodiakona a 26. března 1906 na jeromonacha.
Roku 1906 dokončil Kazaňskou duchovní akademii s titulem kandidáta bohosloví. Získal právo vyučovat v semináři a složit magisterskou zkoušku bez ústního zkoušení. Byl v té době nejlepším studentem akademie a jeho disertační práce „Buddhismus a křesťanství v jejich učení o spáse“ byla uznána jako odpovídající vědecké úrovni magisterské práce a byla oceněna studentskou Makarjevskou cenou.
Ve speciálních předmětech mongolského oddělení získal tak brilantní znalosti, že po absolvování akademie mu bylo bez dalšího školení umožněno tyto předměty vyučovat.
Byl členem Kazaňské části Ruského shromáždění a ekonomem biskupského domu.
V letech 1906-1909 byl odborným asistentem na fakultě kalmyckého jazyka Kazaňské duchovní akademie.
Roku 1909 získal titul magistra teologie.
V letech 1909-1910 se nacházel na Petrohradské akademii a univerzitě věd. Pracoval v archivu kalmycké správy a v duchovní konzistoři.
Dne 29. září 1910 se stal externím profesorem na Kazaňské duchovní akademii. Roku 1911 začal přednášet v misijních kurzech v Kazani.
Roku 1912 byl povýšen na archimandritu a stal se inspektorem Kazaňské duchovní akademie. Dne 22. září 1912 se stal dočasným přednášejícím misijních předmětů v misijních kurzech. Roku 1916 se stal řádným profesorem akademie. Je autorem děl o Buddhismu. Stejného roku získal titul doktora církevních dějin.
Mezi studenty se těšil velké prestiži, byl nazýván duší kazaňského akademického mnišství. Ve svém bytě pořádal akademická setkání, kde si učitelé a studenti vyměňovali názory na různé otázky, včetně politických.
Byl účastníkem Místního soboru Ruské pravoslavné církve (1917-1918).
Od července do srpna 1919 byl jmenován správcem Sretenského monastýru v Moskvě, poté se stal jeho představeným.
V říjnu začalo první zatýkání obyvatel monastýru. Arcibiskup Gurij byl zatčen 3. října a umístěn do věznice Butyrka.
Roku 1920 se stal archimandritou moskevského Pokrovského monastýru.
Roku 1920 byl Svatým synodem zvolen biskupem alatyrským a vikarijním biskupem simbirské eparchie. Dne 8. února proběhla jeho biskupská chirotonie. Zůstal v Moskvě a do 2. dubna spravoval Sretenský a poté Pokrovský monastýr.
Dne 27. června 1920 byl spolu s biskupem Feodorem (Pozdějevským) zatčen kvůli tomu že při prohlídce monastýru se u brány shromáždil dav. Byl odsouzen k odnětí svobody v pracovním táboře až do konce občanské války. Na základě amnestie byl tento trest změněn na 5 let vězení. Byl vězněn ve věznici Butyrka a Taganka. Dne 24. března 1922 byl propuštěn.
V letech 1922-1923 žil v Moskvě bez práva odejít. Řídil Pokrovský monastýr a byl členem konzervativní části biskupů v čele s biskupem Feodorem (Pozdějevským).
Dne 3. srpna 1923 byl dekretem patriarchy Tichona jmenován jako dočasný správce petrohradské eparchie a pskovské eparchie. Po svém příjezdu do Pskova padl do hromadného zatýkání a byl uvězněn na 4 měsíce.
Po propuštění se vrátil do Moskvy.
Dne 7. února 1924 byl ustanoven arcibiskupem irkutským. Stejného roku byl znovu na krátkou dobu zatčen. V listopadu 1925 v moskevském Pokrovském monastýru došlo k jeho dalšímu zatčení. Důvodem byla podpora metropolity Petra (Poljanského), tehdejšího locum tenens patriarchálního trůnu. Byl uvězněn ve věznici Butyrka.
Dne 21. května 1926 byl speciální komisí při NKVD odsouzen je třem letům vyhnanství na Sibiři, které si odsloužil v Jakutsku. Dne 8. října 1928 byl znovu odsouzen ke třem letům vyhnanství.
Dne 25. června 1930 byl jmenován arcibiskupem kostromským ale jmenování odmítl.
Dne 13. srpna 1930 byl ustanoven arcibiskupem suzdalským a vikarijním biskupem vladimirské eparchie. Odešel se zaregistrovat do Ivanovo-Vozněsensku ale nebyl zde zaregistrován. Bylo mu sděleno že mu zašlou dopis o povolení sloužení. Po návratu do Moskvy onemocněl zánětem pravé ruky který pokračoval až po podklíčkovou tepnu. V Moskvě se léčil a nezúčastňoval se církevních záležitostí. Dne 26. srpna 1930 se stal dočasným správcem vladimirské eparchie.
Roku 1931 byl zatčen jako člen tzv. pravé pravoslavné církve. Roku 1932 byl odsouzen ke 3 letům v pracovním táboře. Svůj trest si odložil v táboře u Novosibirsku, kde byl znovu zatčen.
Roku 1937 žil na odpočinku v Arzamasu. Jako člen církevně-fašistické sabotážně-teroristické organizace pod údajným vedením A. I. Černoucanoma byl Trojkou NKVD odsouzen k trestu smrti. Dne 1. listopadu 1937 byl ve městě Gorkij (dnes Nižnij Novgorod) zastřelen.
Dne 13. května 1957 byl rozhodnutím Vojenského tribunálu Moskevského vojenského okruhu rehabilitován. Vojenský prokurátor moskevského vojenského okruhu uvedl zjištění že výše zmíněná fašistická organizace nikdy neexistovala.

## Kanonizace
Roku 1981 byl rozhodnutím Archijerejského soboru Ruské pravoslavné církve v zahraničí svatořečen jako mučedník a zařazen do Sboru všech novomučedníků a vyznavačů ruských.